# Pomnik Roberta Schumanna w Zwickau
Pomnik Roberta Schumanna w Zwickau (niem. Robert-Schumann-Denkmal in Zwickau) – pomnik Roberta Schumanna zlokalizowany w jego rodzinnym mieście, Zwickau (Saksonia, Niemcy), na rynku starego miasta (Hauptplatz).

## Historia
W 1885 powstał komitet, który miał wznieść pomnik „największemu synowi miasta". Do końca lat 90. XIX wieku zebrano na ten cel środki w wysokości 35.000 marek.
Pomnik został odsłonięty 8 czerwca 1901, ponad dwadzieścia lat po inauguracji pomnika nagrobnego Schumanna na Starym Cmentarzu w Bonn. Lipski rzeźbiarz Johannes Hartmann (1869 - 1952) stworzył w pełni plastyczną figurę, która wyraźnie nawiązuje do dagerotypu wykonanego przez Schumanna w Hamburgu w 1850 lub pośmiertnego rysunku węglem wykonanego przez Eduarda Bendemanna w 1859. W uroczystości odsłonięcia obiektu wzięły udział trzy córki Schumanna, kilkoro wnucząt i niektórzy z najstarszych przyjaciół kompozytora, tacy jak Joseph Joachim i Carl Reinecke. Ten ostatni stworzył własny hymn, który wykonywano pod jego batutą.
Pomnik kilkukrotnie przemieszczano. W 1938 przeniesiono go na ówczesny Regierungsplatz, a w 1947 nad Schwanenteichanlagen. Na wniosek Towarzystwa Roberta Schumanna pomnik powrócił na swoje pierwotne miejsce na rynku głównym w czerwcu 1993. W 2018 pokryto go woskiem mikrokrystalicznym.
Dziennikarz i pisarz Volker Müller, z uwagi na spatynowanie, nazwał go "Zielonym kompanem".

## Galeria

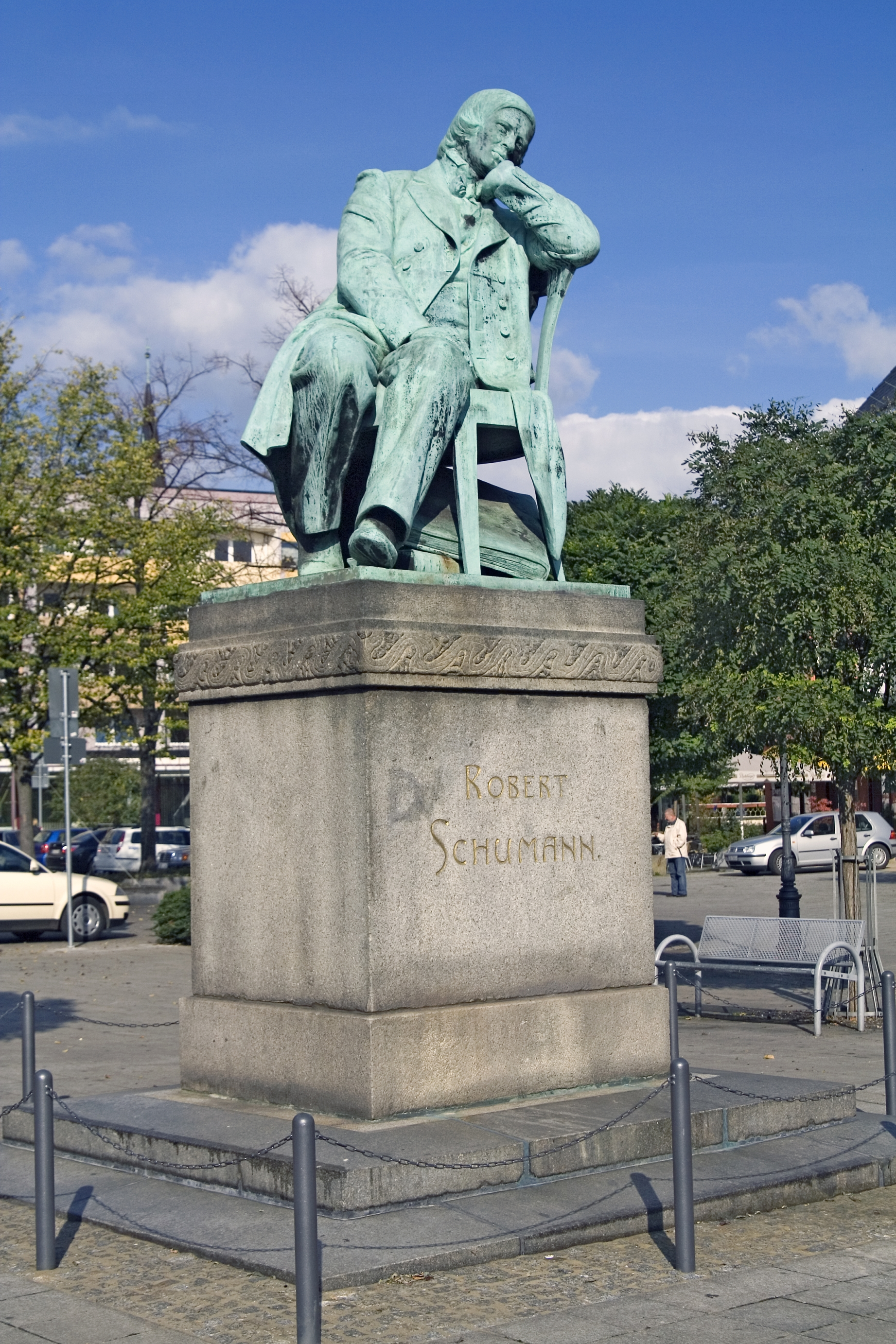
Widok sprzed 2018 (patyna)
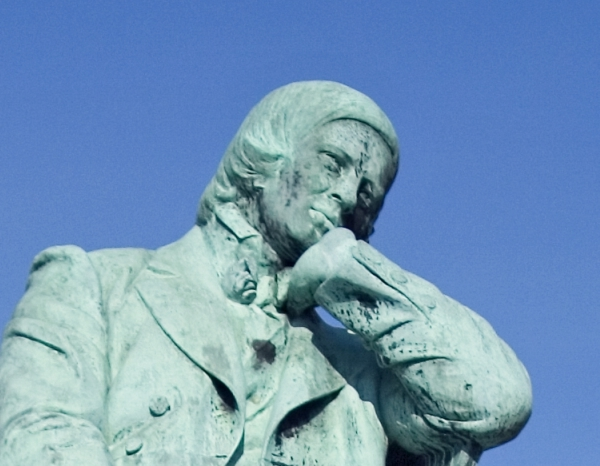
Detal
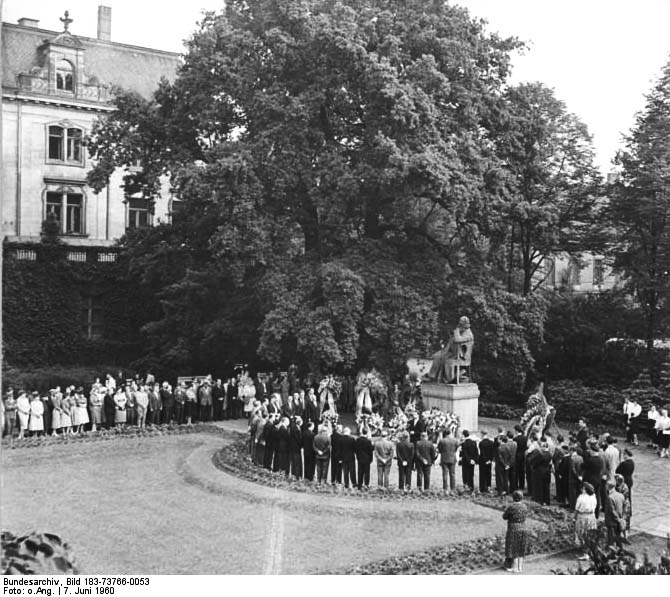
Widok z 1960